# Kornovi

Cornwall (Kernow) zászlaja

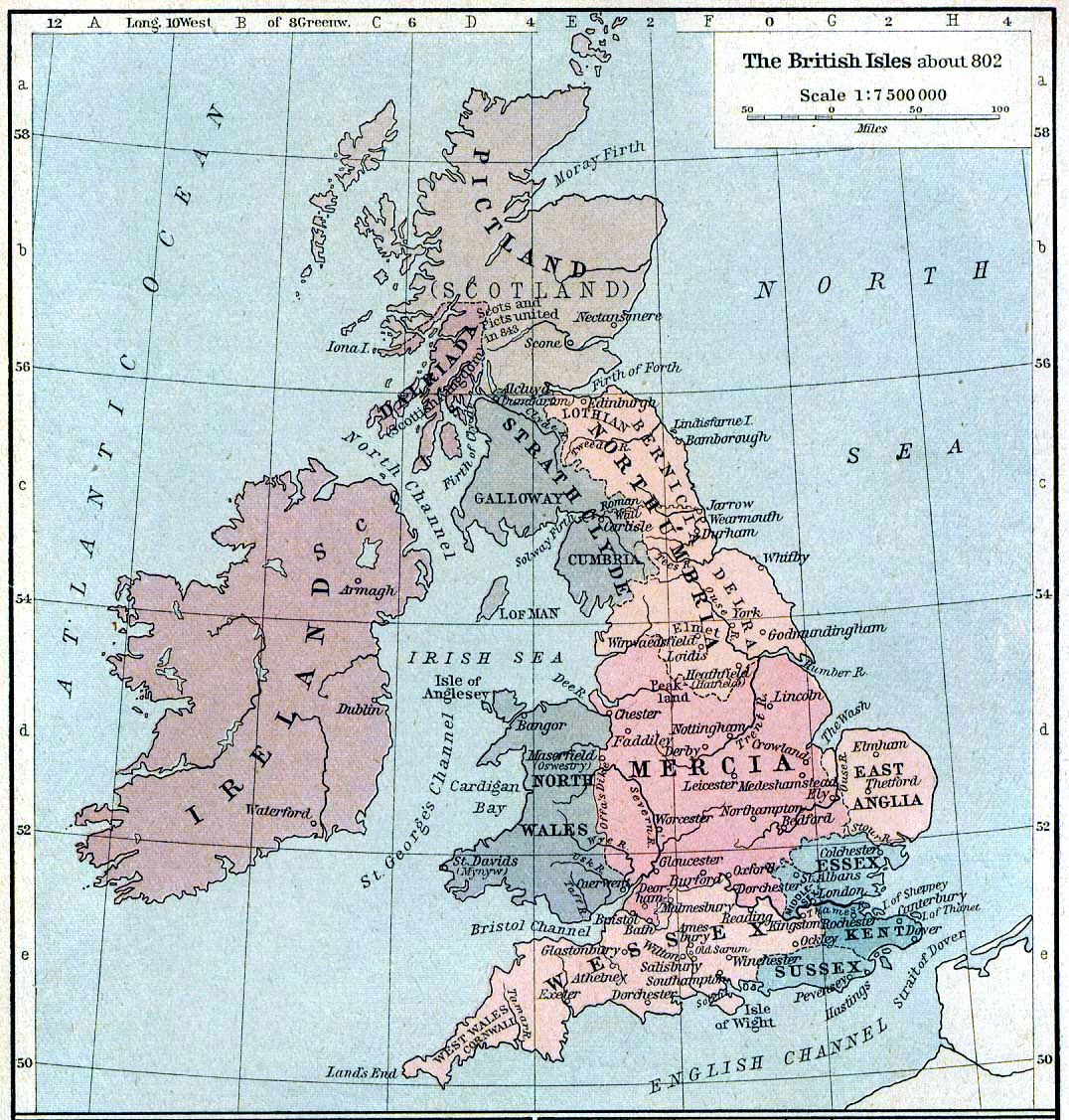
A nyugati walesiek, a cornoviik elhelyezkedését illusztráló térkép

A kornovi egy kelta törzs volt, akik a vaskor, a rómaiak idején és az 5–6. században Nagy-Britannia legdélnyugatibb félszigetét népesítették be. Cornwall, vagy korniul Kernow róluk kapta nevét.
A 700 körül keletkezett Ravennai Kozmográfia megemlíti Purocoronavist, (majdnem biztos, hogy ez a név Durocornovium elírása), mint a 'kornovik egyik erődítményét vagy fallal körülvett települését', (nem derítették ki, melyik ez, de Tintagel vagy Carn Brea lehet). Philip Payton professzor "Cornwall: A History" című munkájában kifejtett véleménye szerint az a legvalószínűbb, hogy a kornovik a dumnoni törzs oldalágának az egyik része, akik a mai Cornwall, Devon területén, Sommerset nyugati részén és talán Dorset peremvidékein laktak. A kornovik sikeresen megalapították saját területüket, melyet Cornubiának neveztek el. A terület nevének jelentése vagy szarvas emberek, vagy félsziget. A "Corn" egy olyan, a brit helységnevekben gyakran előforduló településnév-rész, melynek szó szerinti jelentése szarv, de ebben az esetben a jelentése egy szarv alakú félsziget. A terület eredeti neve Cerniw volt, és ehhez jött hozzá az óangol wealas utótag, melynek jelentése: idegen, így az angolszász Corn-wealas jelentése: a szarvon élő idegenek.
A Brit-sziget legnyugatibb sarkát a mai Caithnesst és West Midlandst (ÉNY: Staffordshire ÉK: Shropshire benépesítő lakosságot is korninak hívták. 1973-ban az Oxford University történésze, John Morris 'The Age of Arthur' című munkájában egy olyan elméletet állított fel, mely szerint a West Midlandsen lakó kornovik 460-ban Cornwallba vándoroltak. Azonban nincs arra utaló elsődleges forrás, hogy ezek a törzsek egymáshoz lett volna valamilyen leszármazási kötelék, vagy hogy egymással kapcsolatba léptek volna, és így úgy tűnik, a két törzs között csak a névben mutatkozik hasonlóság. (A dumnoni, a damnoni, a kornovi, és a kornavi pontosan kimutatható helyekre utalnak Britanniában, és a törzsek neve egyszerűen csak az idegenek fülében hasonló hangzású nyelveknek tudható be.) Például volt egy damnoni törzs Skóciában (a Clyde völgyben), kiknek a neve nagyon hasonlít a Britannia délnyugati részén élő dumnoniékéra, így sokan úgy gondolhatják, hogy ugyanarról a népről kell, hogy szó legyen, azonban nincs semmi arra utaló bizonyíték, hogy bárminemű kapcsolat lenne a két nép között.
Philip Payton a következőket írja "Cornwall – A History" című könyvében: "Dr John Morris a vitatott "The Age of Arthur" című könyvében felállítja az ötletes teóriáját. A Morris tétel az archeológusok és a korai történelemmel foglalkozó tudósok körében nem egy széles körben elfogadott feltételezés. Biztonsággal vonhatjuk le azt a következtetést, mely szerint Tamartól nyugatra élő kornovik egy olyan találékony nép volt, melyet csak az azonos megnevezés köt össze a Midlandsen és Caithnessen élő névrokonokkal."

### Internetes források
- A korni kornovik területét bemutató térkép.
- 'The Age of Arthur' – John Morris
- The History Files: A római kort követő kelta királyságok: Cornubia (Cerniw)